# Diano San Pietro
Diano San Pietro är en ort och kommun i provinsen Imperia i regionen Ligurien i Italien. Kommunen hade 1 132 invånare (2018).